# Mojmír Chytil
Mojmír Chytil (Skalka, 29 aprile 1999) è un calciatore ceco, attaccante dello Slavia Praga e della nazionale ceca.

## Carriera

### Club
Cresciuto nel settore giovanile del Sigma Olomouc, debutta in prima squadra il 14 dicembre 2018 in occasione dell'incontro di 1. liga pareggiato 0-0 contro il Baník Ostrava. Il 23 febbraio 2020 segna la sua prima rete decidendo l'incontro casalingo vinto 1-0 contro lo Sparta Praga.

### Nazionale
Esordisce in nazionale maggiore il 16 novembre 2022 nell'amichevole vinta 5-0 contro le Fær Øer, realizzando una tripletta.

## Statistiche
Statistiche aggiornate al 25 dicembre 2020.

### Presenze e reti nei club
| Stagione             | Squadra              | Campionato           | Campionato | Campionato | Coppe nazionali | Coppe nazionali | Coppe nazionali | Coppe continentali | Coppe continentali | Coppe continentali | Altre coppe | Altre coppe | Altre coppe | Totale | Totale | Totale |
| Stagione             | Squadra              | Comp                 | Pres       | Reti       | Comp            | Pres            | Reti            | Comp               | Pres               | Reti               | Comp        | Pres        | Reti        | Pres   | Reti   |        |
| -------------------- | -------------------- | -------------------- | ---------- | ---------- | --------------- | --------------- | --------------- | ------------------ | ------------------ | ------------------ | ----------- | ----------- | ----------- | ------ | ------ | ------ |
| 2018-2019            | Sigma Olomouc        | 1L                   | 4          | 0          | CRC             | 0               | 0               |                    | -                  | -                  |             | -           | -           | 4      | 0      |        |
| 2019-2020            | Sigma Olomouc        | 1L                   | 18         | 1          | CRC             | 2               | 1               |                    | -                  | -                  |             | -           | -           | 20     | 2      |        |
| 2020-2021            | Sigma Olomouc        | 1L                   | 31         | 4          | CRC             | 3               | 0               |                    | -                  | -                  |             | -           | -           | 34     | 4      |        |
| ago.-dic. 2021       | Pardubice            | 1L                   | 16         | 5          | CRC             | 2               | 0               |                    | -                  | -                  |             | -           | -           | 18     | 5      |        |
| gen.-giu. 2022       | Sigma Olomouc        | 1L                   | 13         | 3          | CRC             | 1               | 0               |                    | -                  | -                  |             | -           | -           | 14     | 3      |        |
| 2022-2023            | Sigma Olomouc        | 1L                   | 34         | 12         | CRC             | 3               | 3               |                    | -                  | -                  |             | -           | -           | 37     | 15     |        |
| Totale Sigma Olomouc | Totale Sigma Olomouc | Totale Sigma Olomouc | 100        | 20         |                 | 9               | 4               |                    | -                  | -                  |             | -           | -           | 109    | 24     |        |
| 2023-2024            | Slavia Praga         | 1L                   | 34         | 16         | CRC             | 3               | 1               | UEL                | 10                 | 4                  |             | -           | -           | 47     | 21     |        |
| 2024-2025            | Slavia Praga         | 1L                   | 17         | 7          | CRC             | 1               | 1               | UCL+UEL            | 3+8                | 0+1                |             | -           | -           | 30     | 9      |        |
| Totale Slavia Praga  | Totale Slavia Praga  | Totale Slavia Praga  | 52         | 23         |                 | 4               | 2               |                    | 21                 | 5                  |             | -           | -           | 77     | 30     |        |
| Totale carriera      | Totale carriera      | Totale carriera      | 168        | 48         |                 | 15              | 6               |                    | 21                 | 5                  |             | -           | -           | 204    | 59     |        |

### Cronologia presenze e reti in nazionale
| Cronologia completa delle presenze e delle reti in nazionale ― Rep. Ceca | Cronologia completa delle presenze e delle reti in nazionale ― Rep. Ceca | Cronologia completa delle presenze e delle reti in nazionale ― Rep. Ceca | Cronologia completa delle presenze e delle reti in nazionale ― Rep. Ceca | Cronologia completa delle presenze e delle reti in nazionale ― Rep. Ceca | Cronologia completa delle presenze e delle reti in nazionale ― Rep. Ceca | Cronologia completa delle presenze e delle reti in nazionale ― Rep. Ceca | Cronologia completa delle presenze e delle reti in nazionale ― Rep. Ceca |
| Data                                                                     | Città                                                                    | In casa                                                                  | Risultato                                                                | Ospiti                                                                   | Competizione                                                             | Reti                                                                     | Note                                                                     |
| ------------------------------------------------------------------------ | ------------------------------------------------------------------------ | ------------------------------------------------------------------------ | ------------------------------------------------------------------------ | ------------------------------------------------------------------------ | ------------------------------------------------------------------------ | ------------------------------------------------------------------------ | ------------------------------------------------------------------------ |
| 16-11-2022                                                               | Olomouc                                                                  | Rep. Ceca                                                                | 5 – 0                                                                    | Fær Øer                                                                  | Amichevole                                                               | 3                                                                        | 64’                                                                      |
| 19-11-2022                                                               | Gaziantep                                                                | Turchia                                                                  | 2 – 1                                                                    | Rep. Ceca                                                                | Amichevole                                                               | -                                                                        | 45’                                                                      |
| 24-3-2023                                                                | Praga                                                                    | Rep. Ceca                                                                | 3 – 1                                                                    | Polonia                                                                  | Qual. Euro 2024                                                          | -                                                                        | 65’                                                                      |
| 27-3-2023                                                                | Chișinău                                                                 | Moldavia                                                                 | 0 – 0                                                                    | Rep. Ceca                                                                | Qual. Euro 2024                                                          | -                                                                        | 73’                                                                      |
| 17-6-2023                                                                | Tórshavn                                                                 | Fær Øer                                                                  | 0 – 3                                                                    | Rep. Ceca                                                                | Qual. Euro 2024                                                          | -                                                                        | 69’                                                                      |
| 20-6-2023                                                                | Podgorica                                                                | Montenegro                                                               | 1 – 4                                                                    | Rep. Ceca                                                                | Amichevole                                                               | 1                                                                        | 85’                                                                      |
| 7-9-2023                                                                 | Praga                                                                    | Rep. Ceca                                                                | 1 – 1                                                                    | Albania                                                                  | Qual. Euro 2024                                                          | -                                                                        | 86’ 90+7’                                                                |
| 10-9-2023                                                                | Budapest                                                                 | Ungheria                                                                 | 1 – 1                                                                    | Rep. Ceca                                                                | Amichevole                                                               | -                                                                        | 72’                                                                      |
| 12-10-2023                                                               | Tirana                                                                   | Albania                                                                  | 3 – 0                                                                    | Rep. Ceca                                                                | Qual. Euro 2024                                                          | -                                                                        | 25’, 39’                                                                 |
| 17-11-2023                                                               | Varsavia                                                                 | Polonia                                                                  | 1 – 1                                                                    | Rep. Ceca                                                                | Qual. Euro 2024                                                          | -                                                                        | 46’                                                                      |
| 20-11-2023                                                               | Olomouc                                                                  | Rep. Ceca                                                                | 3 – 0                                                                    | Moldavia                                                                 | Qual. Euro 2024                                                          | -                                                                        | 85’                                                                      |
| 22-3-2024                                                                | Oslo                                                                     | Norvegia                                                                 | 1 – 2                                                                    | Rep. Ceca                                                                | Amichevole                                                               | -                                                                        | 72’                                                                      |
| 7-6-2024                                                                 | Grödig                                                                   | Rep. Ceca                                                                | 7 – 1                                                                    | Malta                                                                    | Amichevole                                                               | 2                                                                        | 46’                                                                      |
| 10-6-2024                                                                | Hradec Králové                                                           | Rep. Ceca                                                                | 2 – 1                                                                    | Macedonia del Nord                                                       | Amichevole                                                               | -                                                                        | 66’                                                                      |
| 18-6-2024                                                                | Lipsia                                                                   | Portogallo                                                               | 2 – 1                                                                    | Rep. Ceca                                                                | Euro 2024 - 1º turno                                                     | -                                                                        | 60’                                                                      |
| 22-6-2024                                                                | Amburgo                                                                  | Georgia                                                                  | 1 – 1                                                                    | Rep. Ceca                                                                | Euro 2024 - 1º turno                                                     | -                                                                        | 68’                                                                      |
| 26-6-2024                                                                | Amburgo                                                                  | Rep. Ceca                                                                | 1 – 2                                                                    | Turchia                                                                  | Euro 2024 - 1º turno                                                     | -                                                                        | 55’                                                                      |
| 19-11-2024                                                               | Olomouc                                                                  | Rep. Ceca                                                                | 2 – 1                                                                    | Georgia                                                                  | UEFA Nations League 2024-2025 - 1º turno                                 | -                                                                        | 57’ 90+4’                                                                |
| Totale                                                                   |                                                                          | Presenze                                                                 | 18                                                                       |                                                                          | Reti                                                                     | 6                                                                        |                                                                          |

## Palmarès

### Club

#### Competizioni nazionali
- Campionato ceco: 1

Slavia Praga: 2024-2025